# Bacchusia eximia
Bacchusia eximia är en skalbaggsart som beskrevs av Gilbert John Arrow 1941. Bacchusia eximia ingår i släktet Bacchusia och familjen Cetoniidae. Inga underarter finns listade.